# Collix ghosha
Collix ghosha là một loài bướm đêm trong họ Geometridae.